# Химеджи (замък)
Химеджи (на японски: 姫路城) е замък и фортификационен комплекс в Химеджи – префектура Хього в Япония. Замъкът е най-добре запазеният и най-чист пример за японски замък, включващ общо 83 постройки и множество отбранителни системи. Замъкът често е наричан хакуроджо („бял чаплов замък“) заради блестящата си бяла фасада и приликата с излитаща птица.
Най-старите сведения за замъка са от 1333 година, когато Акамацу Норима построява първото укрепление на хълма Химеяма. Укреплението е разрушено и построено наново през 1346 година с името Химеяма, а два века по-късно са добавени пристройки и замъкът бива наречен Химеджи. Преустройството е извършено през 1581 година от Тойотоми Хидейоши, който добавя и триетажна охранителна кула. През 1600 година Токугава Иеясу подарява замъка на Икеда Терумаса в знак на почит за помощта му в Битката при Секигахара, и между 1601 и 1609 Химеджи е отново разрушен и построен наново, този път като цял отбранителен комплекс. Между 1617 и 1618 Хонда Тадамаса добавя още няколко сгради към комплекса. В следващите 400 години замъкът Химеджи остава непокътнат, дори след тежките американски бомбардировки през Втората световна война и земетресението в Кобе през 1995.
Химеджи е най-големият и най-посещаван замък в Япония, и през 1993 година става един от първите обекти на световното наследство на ЮНЕСКО в страната. Частта от комплекса около средния ров и централната част на замъка са обявени за специални исторически обекти, а пет постройки от комплекса са обявени за Национални богатства на Япония. Химеджи е един от трите най-забележителни замъка на Япония, заедно с Мацумото и Кумамото. За да останат сградите в добро състояние, тече реставрация на сградите, която се очаква да продължи няколко години.